# Кеннет Беднарек
Кеннет Беднарек (англ. Kenneth Bednarek; нар. 14 жовтня 1998) — американський легкоатлет, який спеціалізується в бігу на короткі дистанції.

## Спортивні досягнення
Срібний олімпійський призер у бігу на 200 метрів (2021).
Переможець Діамантової ліги 2021 у бігу на 200 метрів.
Срібний призер Олімпійського відбору США у бігу на 200 метрів (2021).